# 福岡県道90号穂波嘉穂線
福岡県道90号穂波嘉穂線（ふくおかけんどう90ごう ほなみかほせん）は、福岡県飯塚市から嘉麻市に至る県道（主要地方道）である。

## 概要
飯塚市高田から嘉麻市大隈町に至る。全線片側1車線で、飯塚市から嘉麻市までを横断するようなルートをとる。路線名については、2006年（平成18年）の市町村合併により飯塚市に編入された嘉穂郡穂波町および嘉麻市に編入された嘉穂郡嘉穂町に由来する。

### 路線データ
- 起点：福岡県飯塚市高田（福岡県道60号飯塚大野城線交点）
- 終点：福岡県嘉麻市大隈町（大隈交差点、国道322号交点）
- 総延長：11.4 km

## 歴史
- 1993年（平成5年）5月11日 - 建設省から、県道高田嘉穂線が穂波嘉穂線として主要地方道に指定される[1]。

## 路線状況

### 重複区間
- 福岡県道65号筑紫野筑穂線（飯塚市筑穂元吉 - 飯塚市長尾）
- 福岡県道66号桂川下秋月線（嘉穂郡桂川町土師）
- 福岡県道413号千手稲築線（嘉麻市飯田 - 嘉麻市上臼井）

### 道路施設

#### 橋梁
- 長尾橋（筑穂川、飯塚市）
- 西郷川橋（西郷川、嘉穂郡桂川町）
- 集橋（泉河内橋、嘉穂郡桂川町）
- 碓井橋（千手川、嘉麻市）
- 西郷橋（遠賀川、嘉麻市）

#### 道の駅
- うすい（嘉麻市）

## 地理

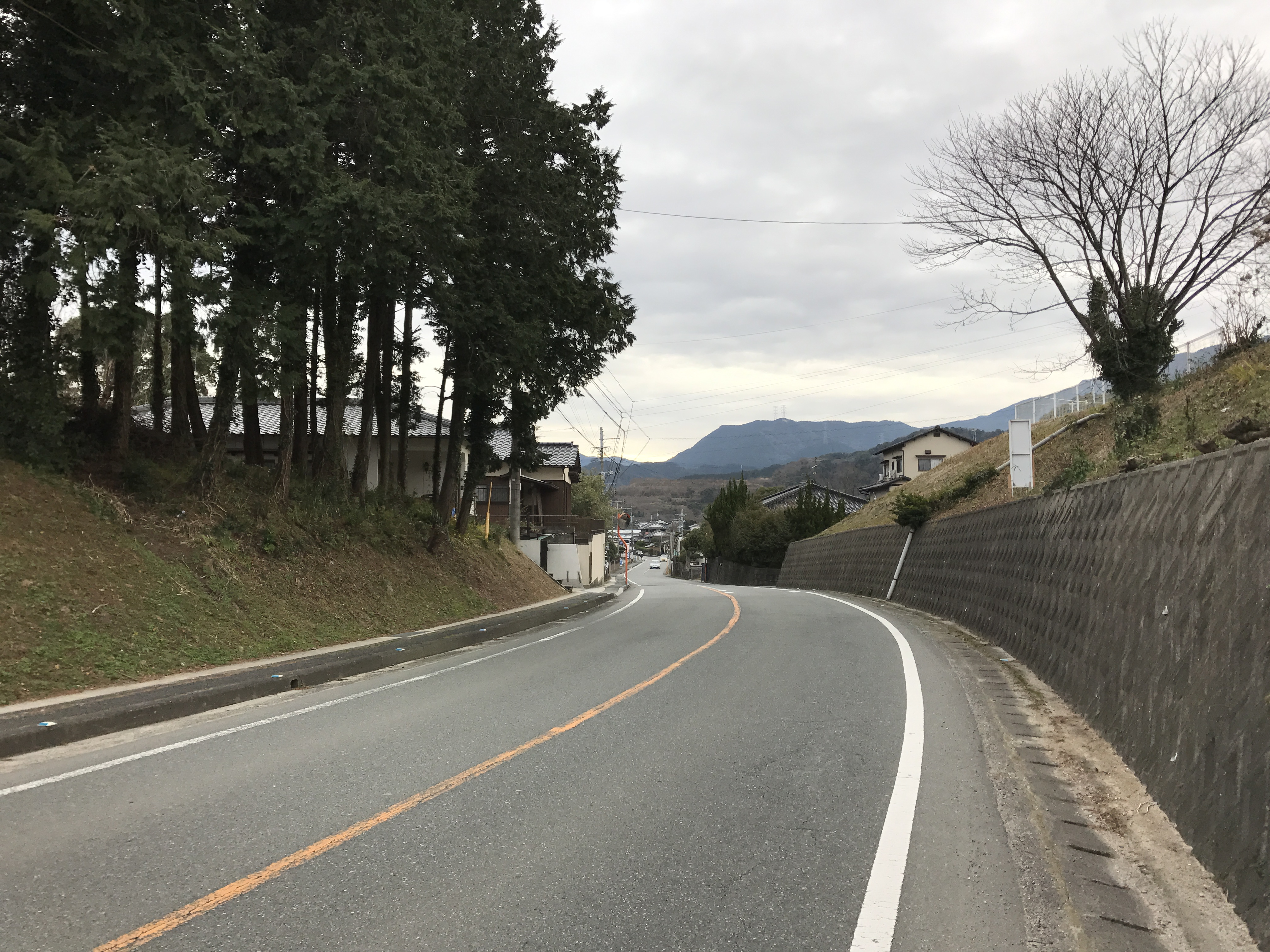
飯塚市大分

### 通過する自治体
- 飯塚市
- 嘉穂郡桂川町
- 嘉麻市

### 交差する道路
| 交差する道路                          | 市町村名 | 市町村名 | 交差する場所 | 交差する場所      |
| ------------------------------------- | -------- | -------- | ------------ | ----------------- |
| 福岡県道60号飯塚大野城線              | 飯塚市   | 飯塚市   | 高田         | 起点              |
| 福岡県道446号大分太郎丸線             | 飯塚市   | 飯塚市   | 大分         |                   |
| 福岡県道65号筑紫野筑穂線 重複区間起点 | 飯塚市   | 飯塚市   | 筑穂元吉     |                   |
| 福岡県道65号筑紫野筑穂線 重複区間終点 | 飯塚市   | 飯塚市   | 長尾         |                   |
| 国道200号                             | 飯塚市   | 飯塚市   | 平塚         | 出雲交差点        |
| 福岡県道66号桂川下秋月線 重複区間起点 | 嘉穂郡   | 桂川町   | 土師         |                   |
| 福岡県道66号桂川下秋月線 重複区間終点 | 嘉穂郡   | 桂川町   | 土師         |                   |
| 福岡県道413号千手稲築線 重複区間起点  | 嘉麻市   | 嘉麻市   | 飯田         | 飯田交差点        |
| 福岡県道413号千手稲築線 重複区間終点  | 嘉麻市   | 嘉麻市   | 上臼井       | 碓井郵便局交差点  |
| 福岡県道443号下山田碓井線             | 嘉麻市   | 嘉麻市   | 西郷         | 西郷橋交差点      |
| 国道322号                             | 嘉麻市   | 嘉麻市   | 大隈町       | 大隈交差点 / 終点 |

### 交差する鉄道
- 篠栗線（福北ゆたか線）
- 筑豊本線

### 沿線
- JR九州篠栗線（福北ゆたか線） 筑前大分駅
- うぐいす台住宅団地
- 嘉穂製作所
- 飯塚市立筑穂中学校
- 飯塚市立筑穂保育所
- 嘉麻市役所
- 琴平山